# Gilson Campos
Gilson Campos (Londrina, 25 de setembro de 1975) é um cantor, compositor e produtor digital brasileiro. Ex-integrante da banda Twister.[carece de fontes?]

## Biografia
Iniciou sua carreira aos 15 anos, cantando em bares na noite de São Paulo e em bandas de baile. Em 1998 se tornou integrante da banda Twister. Durante sua permanência, a banda gravou três discos chamados Twister, Mochila e guitarra no avião e um álbum em espanhol.
Em 2001 se converteu ao evangelho, porém ele ainda continuava na banda. Em 2003, após o fim da gravadora Abril Music, e automaticamente o fim da banda Twister, Gilson pode se dedicar a carreira solo.
Em 2004 assinou contrato com a Line Records e no ano seguinte lança o álbum Na paz. Por esse disco, venceu o Troféu Talento 2006, na categoria Revelação Masculina.
Em 2007 lança o CD Na estrada, o segundo com o selo Line Records. Em 2008, foi vencedor no Troféu Talento 2008 na categoria Melhor Interprete Masculino, junto com Davi Sacer.
Em 2009 teve seu contrato com a Line Records renovado. Em setembro do mesmo ano, lançou seu terceiro álbum, intitulado Vale a pena servir. Neste disco se destaca a canção Tudo é do pai, anteriormente interpretada pelo Padre Fábio de Melo.
Em 2012 lançou uma coletânea ao vivo dos seus maiores sucessos. O álbum também conta com algumas canções inéditas e com as participações de David Fantazzini, Dany Grace e Wesley Ros.
Em 2013 lançou o álbum Tempo de Honrar..
Em 2013 o cantor também é jurado e apresentador do programa Gospel Singer, da Rede Gospel de Televisão. 
Em 2017 lançou o àlbum coletânea GRANDES SUCESSOS na voz do cantor.
Em 2018 iniciou sua carreira como Produtor Digital.
Em 2019  fez vários LIVE's Shows pelo Youtube em plena pandemia.
Em 2020 fez LIVE comemorativa "NO FIM FOI BOM", de 20 anos com a Banda Twister.
Em 2021 estreia sua carreira de apresentador no seu Podcast "Sonhe de Novo".
Em 2022 lançou o primeiro livro com título "Depois do furação" onde conta sua auto biografia e também, segredos e bastidores da fama, sua experiência com Deus através da música gospel e fala sobre desenvolvimento pessoal e o poder do autoconhecimento.
Em 2022 lançou a canção "Voando Mais Alto" em todas as plataformas digitais.
2023 Gilson Campos faz parte do corpo de jurados da quinta edição do Canta Comigo, apresentado por Rodrigo Faro na Record.

## Discografia

### Com o Twister
- 2000 - Twister
- 2001 - En español
- 2002 - Mochila e guitarra no avião

### Gospel Solo
- 2005 - Na paz
- 2007 - Na Estrada
- 2009 - Vale a pena servir
- 2012 - O melhor de Deus
- 2013 - Tempo de honrar

### Com a Banda Patmus
- 2013 - Estamos Prontos

## Prêmios
- 2006 - Troféu Talento- (Revelação Masculina)
- 2008 - Troféu Talento - (Melhor Interprete Masculino)